# Josep Picó
Josep Picó Llado, (n. 12 de abril de 1964, Sabadell) jugador español de Waterpolo. Jugó en la Selección española de waterpolo que ganó la medalla de plata en las olimpiadas de Barcelona en 1992.

## Clubes
- Club Natació Catalunya ( España)
- Club Natació Sabadell ( España)

## Palmarés
Como jugador de club
- 1 Recopa de Europa (1992)
- 1 Supercopas de Europa (1992)
- 6 Ligas (1988, 1989, 1992, 1993, 1994 y 1998)
- 5 Copas del Rey (1987, 1988, 1990, 1992 y 1994)

Como jugador de la selección española de waterpolo
- Plata en el Campeonato del Mundo de Roma en 1994
- Bronce en el Campeonato de Europa de Shefield en 1993
- Plata en los Juegos olímpicos de Barcelona en 1992
- Plata en el Campeonato del Mundo de Perth en 1991
- Plata en el Campeonato de Europa de Atenas en 1991